# Colossa
Colossa was een Nederlandse rockband bestaande uit vier muzikanten: zanger en gitarist Remco Eijssen (Mindfold), bassist Joost Peeters (Mindfold, Concubine), drummer Dennis Meentz en gitarist Dennis Peters (Concubine).

## Geschiedenis

### Colossa (2008-2010)
Colossa kwam eind 2008 bij elkaar en debuteerde in maart 2009 met de ep Colossa.
Op 16 oktober 2009 werd Colossa door 3FM uitgeroepen tot 3FM Serious Talent. Ze speelden in 2010 een gastrol in de cliffhanger, en tevens laatste aflevering, van de soap Onderweg naar Morgen. In juni 2010 tekende Colossa een platencontract bij Goomah Music. In het najaar van 2010 speelde de band tijdens de Popronde. Op 22 november 2010 zijn ze gekozen tot 3voor12 Hollandse Nieuwe met hun single Darling, I Want You.

### Born to Make a Sound (2011)
In januari 2011 verscheen het debuutalbum Born to Make a Sound. Dit album werd opgenomen onder leiding van Guido Aalbers. De groep verzorgde onder andere het voorprogramma van Triggerfinger, The Mad Trist, Band of Skulls en Royal Republic. Op 22 maart 2011 verscheen de single Gotta Do It All the Way, inclusief videoclip. Dit is een vernieuwde versie van het eerder uitgebrachte ep-nummer waarmee de groep 3FM Serious Talent was geworden. Op 14 april 2011 was de band te zien in het tv-programma De Wereld Draait Door. De single Wake up was te horen in de trailer van de Amerikaanse serie House MD.

### 2012
Colossa heeft zijn contract bij Goomah Music beëindigd. In april 2012 maakte de band bekend dat bassist Bas Braam niet langer deel meer uitmaakte van Colossa. Colossa vond in Joost Peeters een nieuwe bassist. Dennis Peters verrijkte Colossa als tweede gitarist.

### New Day Rising (2013)
Op 1 april 2013 kwam het tweede album New Day Rising uit. Het werd in eigen beheer uitgebracht bij Colossa Recordings. 

### 2014
De band hield op te bestaan in 2014. Drummer Dennis Meentz werd Lead Booking Agent bij het Londense Air Artist Agency Ltd.

## Discografie

### Albums/cd's
- 2009 - Colossa
- 2011 - Born to Make a Sound
- 2013 - New Day Rising

### Singles
- 16 oktober 2009 - We Gotta Do It All the Way (ep-versie)
- 22 november 2010 - Darling (I Want You)
- 22 maart 2011 - Gotta Do It All the Way (albumversie)
- 22 juni 2011 - Wake Up
- 1 februari 2013 - Show Yourself